# Friedrich von Schönborn (Politiker)

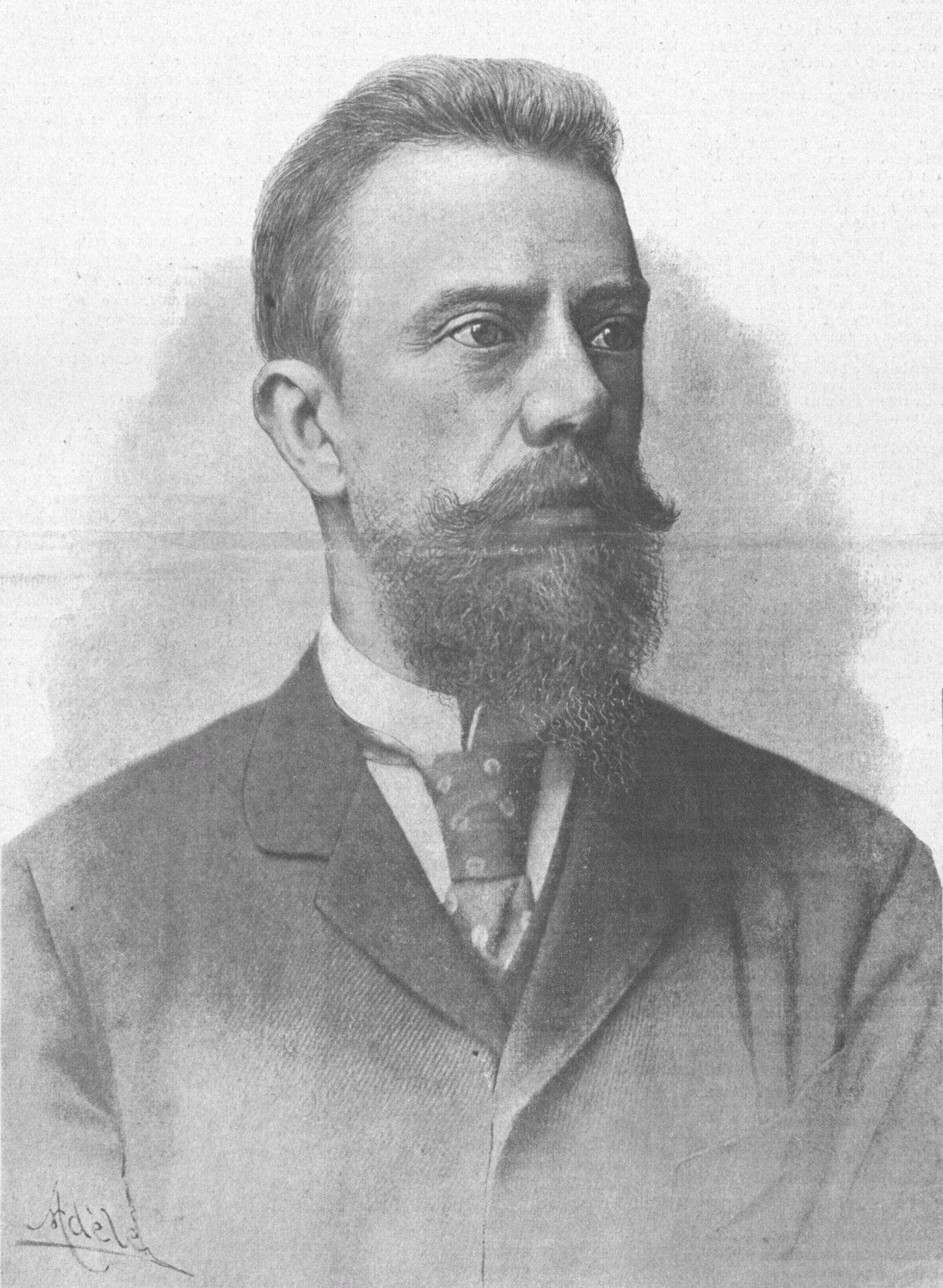
Friedrich Graf Schönborn
Oesterreichische Illustrirte Zeitung, 1894

Graf Friedrich Erwein Maria Carl Franz von Schönborn (* 11. September 1841 in Dlažkovice bei Prag; † 21. Dezember 1907 in Wien) war ein österreichischer Politiker. 

## Herkunft
Seine Eltern waren Erwein Damian Hugo von Schönborn (1812–1881) und dessen Ehefrau Christine von Brühl (1817–1902), Tochter von Friedrich August von Brühl. Sein Vater war Besitzer des Fideikommiss auf Lukawitz, sowie k. u. k. Kämmerer, außerdem seit 1861 erbliches Mitglied des Herrenhauses des österreichischen Reichsrates.

## Leben
Er gehörte dem böhmischen Zweig des zum rheinischen Uradel zählenden Grafengeschlechts der Schönborn an. Von 1864 bis 1872 studierte er an der Universität Prag die Rechte und trat dann in den Staatsdienst. Er veröffentlichte einige juristische Schriften, kandidierte 1880 erfolglos für den Reichsrat und wurde im selben Jahr an den Staatsgerichtshof berufen. Ab 1881 war er Mitglied des Herrenhauses. Von 1881 bis 1888 war er Statthalter in Mähren und anschließend bis 1895 Justizminister unter Taaffe und Windisch-Grätz. In dieser Funktion stützte er sich vor allem auf die Juristen Emil Steinbach und Franz Klein. Er trat gegen eine zu starke Einschränkung der Pressefreiheit auf und bemühte sich um Objektivität bei Richterernennungen. Er war wesentlich am deutsch-tschechischen Ausgleich von 1890 beteiligt. Von 1895 bis 1907 stand der dem Verwaltungsgerichtshof als Präsident vor. Er war von 1901 bis 1907 Mitglied der Direktion der Gesellschaft der Musikfreunde in Wien. Er gehörte auch der Anti-Duell-Bewegung an und war Ehrenmitglied der katholischen Studentenverbindung KÖStV Austria Wien
Sein ehrenhalber gewidmetes Grab befindet sich auf dem Dornbacher Friedhof (Gruppe 1A, Nummer 1A) in Wien.

## Familie
Er heiratete am 30. Januar 1869 in Wien die Gräfin Theresia Czernin von und zu Chudenitz (* 19. Dezember 1843; † 26. April 1910). Die Ehe blieb kinderlos.